# Leone Strozzi (arcivescovo)
Leone Strozzi, al secolo Giambattista (Firenze, 3 dicembre 1637 – Roma, 24 dicembre 1703), è stato un abate e arcivescovo cattolico italiano.

## Biografia
Nato nella famosa famiglia fiorentina degli Strozzi, entrò nell'Ordine vallombrosano con il nome di fra Leone ad appena dieci anni, ma fece professione solo nel 1655. Fu abate di San Salvatore a Vaiano e di Santa Trinita a Firenze, nonché procuratore del suo ordine in Toscana nel 1672.
Nel 1675 divenne priore generale a Roma. Fu nominato vescovo di Pistoia e Prato e si rese benemerito per la fondazione del seminario. Venne trasferito a Firenze nel 1700. Dopo aver iniziato una visita pastorale nelle parrocchie, morì durante un viaggio a Roma nel 1703.
È sepolto nel duomo di Pistoia.

## Genealogia episcopale
La genealogia episcopale è:
- Cardinale Scipione Rebiba
- Cardinale Giulio Antonio Santori
- Cardinale Girolamo Bernerio, O.P.
- Arcivescovo Galeazzo Sanvitale
- Cardinale Ludovico Ludovisi
- Cardinale Luigi Caetani
- Cardinale Ulderico Carpegna
- Cardinale Paluzzo Paluzzi Altieri degli Albertoni
- Arcivescovo Leone Strozzi, O.S.B.Vall.

## Stemma
| Immagine | Blasonatura |
| -------- | --- |
| \| \|    | Leone Strozzi Arcivescovo di Firenze D'oro alla fascia di rosso, caricata di tre crescenti d'argento posti in banda. Ornamenti esteriori da arcivescovo metropolita. |
|          | |